# Àlbics
Els àlbics (en llatí Albici, en grec antic Ἀλβιεῖς) van ser una confederació de pobles gals de la regió de Marsella (Massilia), esmentats per Juli Cèsar, que van lluitar al costat dels massaliotes contra la flota romana dirigida per Dècim Juni Brut Albí el 49 aC. Entre les tribus que componien la federació, cal esmentar els Vordenses, els Albienses (o tricoris meridionals) i els Vulgientes.